# Vomag

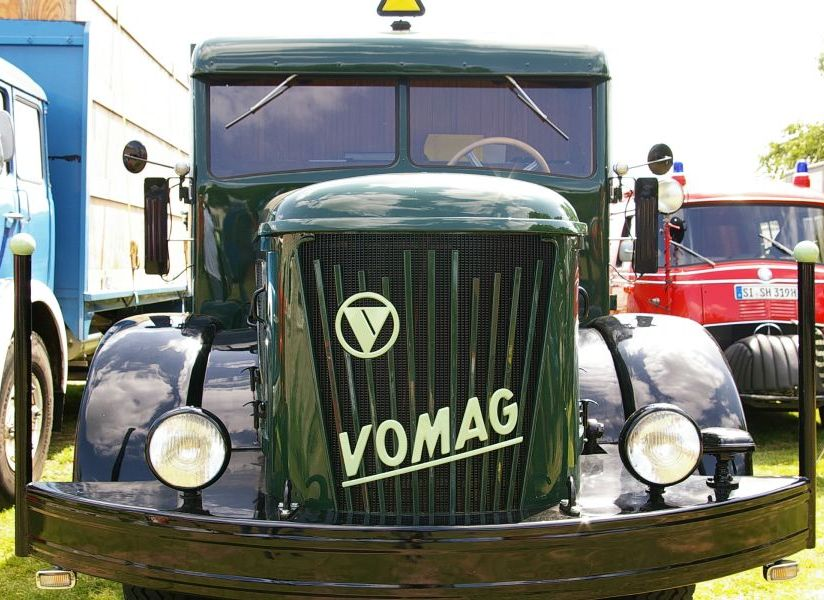
Vomag LKW

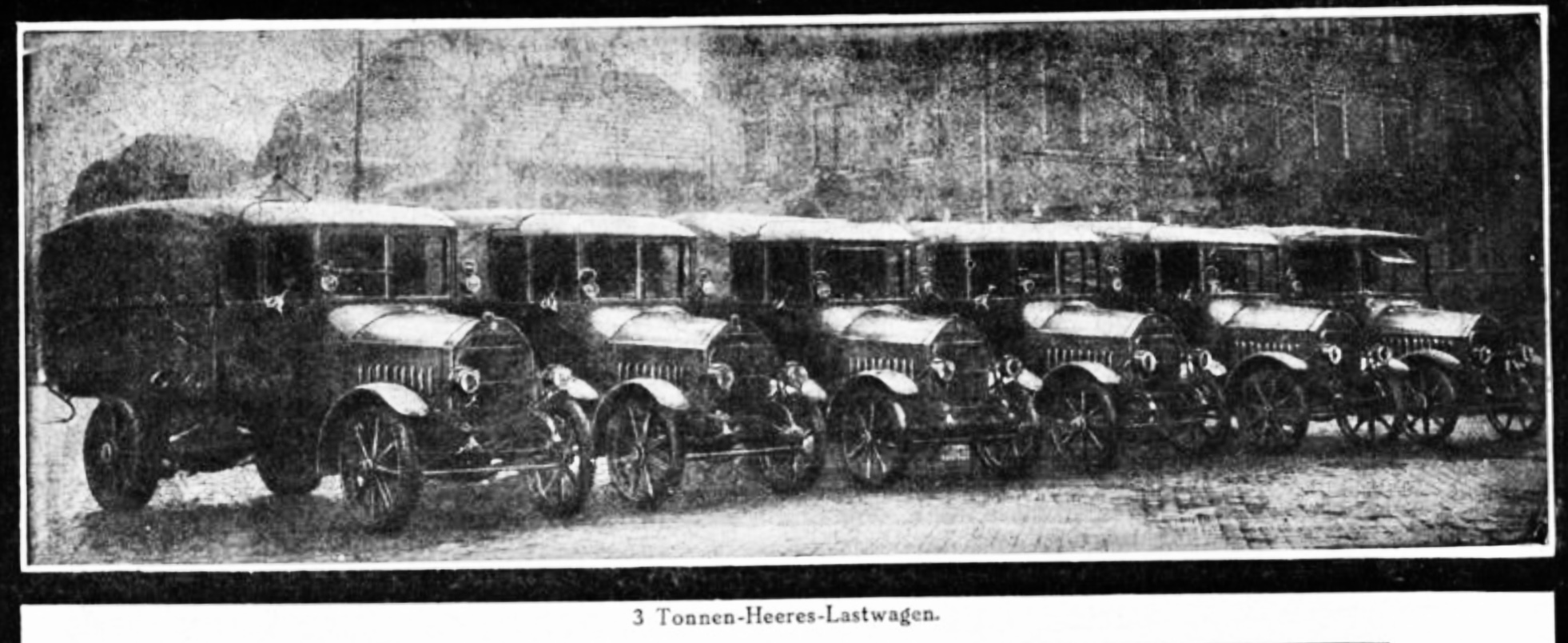
3 ton legertruck VOMAG (1916).

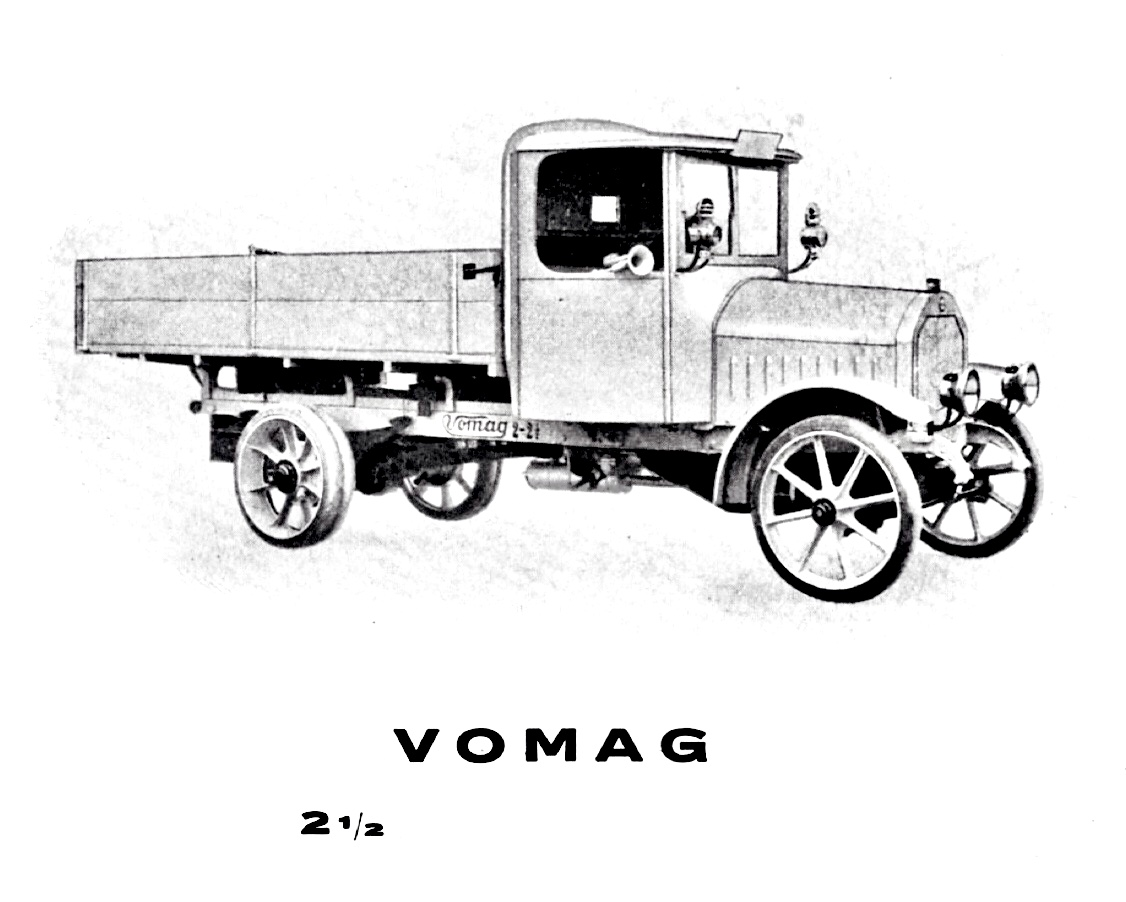
VOMAG 2,5 t (1922).

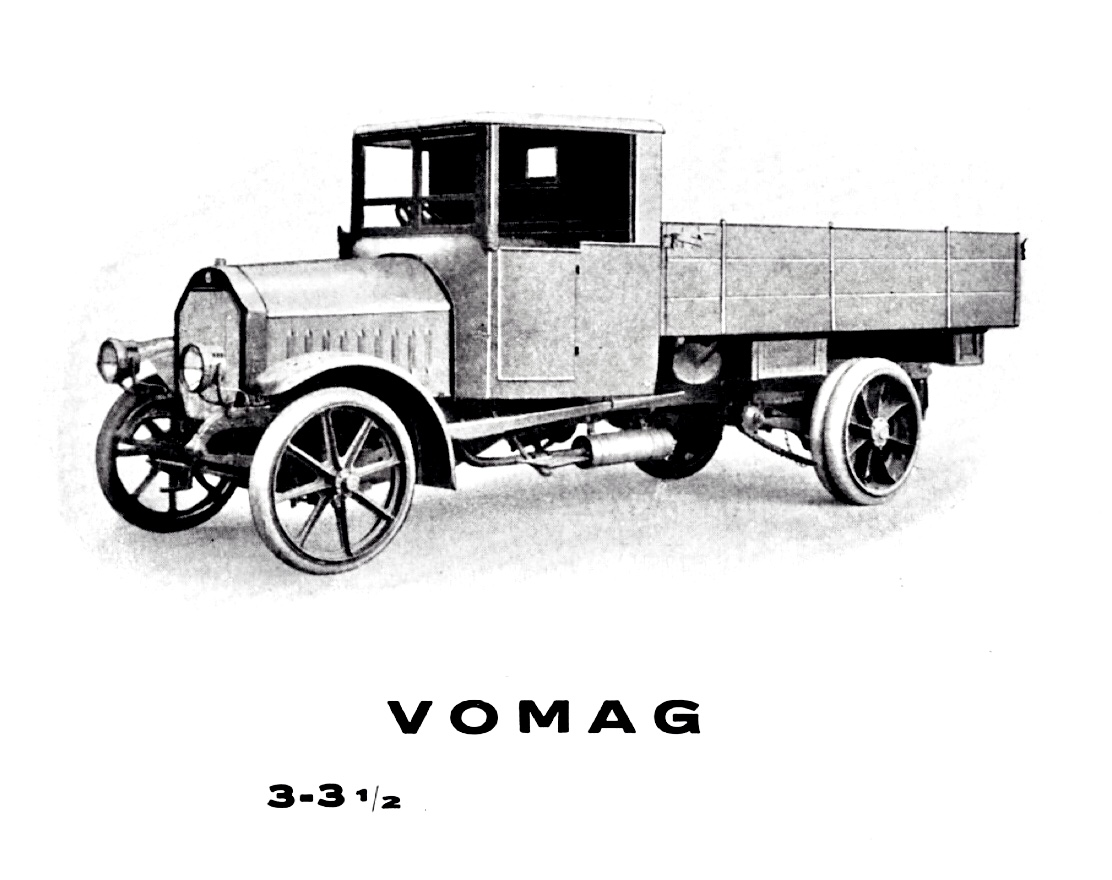
VOMAG 3,5 t (1922).

Vomag is een voormalig vrachtwagenmerk uit Duitsland.
Vomag werd als machinefabriek opgericht in 1881 in Plauen. Het bedrijf maakte vooral machines voor de textielindustrie. Vanaf 1912 begon het ook met de productie van (offset) drukkerijmachines. In 1915 ging het zich in verband met de Eerste Wereldoorlog in opdracht van de legerleiding ook bezighouden met de productie van voertuigen. Het waren aanvankelijk drie tonners met kettingaandrijvingen en cardanaandrijving. Na 1925 maakte Vomag bakwagens met een laadvermogen van 3, 4, 5, 6 en 7 ton. De fabriek bouwde alleen vrachtwagens met benzinemotor. 
In de jaren 1930 was de Vomag-fabriek nog niet ingeschakeld bij de Duitse oorlogsindustrie. Kort na 1939 ging men echter de Panzerkampfwagen IV bouwen. Op basis van dit model ontwikkelde het bedrijf in 1943 zelf de Jagdpanzer IV waarvoor het flink moest uitbreiden. Deze productielocatie maakte dat Plauen doelwit was van verschillende geallieerde bombardementen. Na de oorlog werden de restanten van het bedrijf door de Sovjets ontmanteld, de machines werden als 'herstelbetaling' in beslag genomen en naar de Sovjet-Unie afgevoerd.